# Mathias Färm
Mathias Färm (Örebro, 9 settembre 1974) è un chitarrista, cantante e batterista svedese.

## Biografia
La sua carriera nel campo della musica inizia con i Seigmen, nei quali milita anche l'amico Nikola Sarcevic, con la quale nel 1992 darà vita ai Millencolin, un gruppo skate punk, nella quale Mathias suona la chitarra. Nella prima formazione dei Millencolin Mathias suona la batteria, poi con l'innesto di Frederik Larzon passerà alla chitarra elettrica.
Mathias, in parallelo alla militanza nei Millencolin, con i quali raggiungerà un grande successo a livello internazionale nel campo della musica punk, partecipando anche al Warped Tour, dà vita insieme a Fredrik Granberg e Magnus Hägerås al gruppo dei Franky Lee, di cui sarà voce, oltre a suonare come chitarrista. I Franky Lee esordiscono nel gennaio del 2007 con l'album Cutting Edge.